# Lo zeppelin perduto
Lo zeppelin perduto (The Lost Zeppelin) è un film del 1929 diretto da Edward Sloman.
Il film è liberamente ispirato alla vicenda del dirigibile Italia, mantenendo alcuni chiari riferimenti, come il modello del dirigibile che riprende le caratteristiche dell'Italia e la cagnetta del comandante.

## Trama
Alcuni intrepidi esploratori, insieme al comandante Hall e a sua moglie, organizzano un'esplorazione scientifica verso il Polo sud in volo a bordo di un dirigibile. Tempeste di neve e rivalità tra i partecipanti provocano una serie di problemi che rendono il viaggio della spedizione oltremodo pericoloso. La tragedia verrà evitata solo quando l'equipaggio si stringerà unito contro le avversità e, per mezzo della radio di bordo, riuscirà a salvarsi.

## Produzione
Il film fu prodotto dalla Tiffany-Stahl Productions, una piccola casa di produzione fondata nel 1921 da Mae Murray e da suo marito Robert Z. Leonard.

## Distribuzione
Il copyright del film, richiesto dalla Tiffany Productions, Inc., fu registrato il 10 dicembre 1929 con il numero LP909.
Il film è stato distribuito dalla Tiffany  Productions che lo fece uscire nelle sale il 20 dicembre 1929 con il titolo originale 'The Lost Zeppelin. In Germania, venne distribuito nel 1930 come Kapitän Halls große Liebe. In Svezia prese il titolo Den försvunna zeppelinaren, in Argentina quello di El zeppelin perdido, in Italia Lo zeppelin perduto e in Grecia 'To hameno zeppelin.